# Star Wars: Dark Forces
Star Wars: Dark Forces è un videogioco di tipo sparatutto in prima persona, sviluppato e pubblicato da LucasArts l'8 marzo 1995 per PC ed il 30 novembre 1996 per PlayStation.

## Trama
Il gioco introduce il personaggio di Kyle Katarn, un ex agente imperiale ora mercenario assoldato dalla Alleanza Ribelle. Dopo la battaglia di Yavin, Kyle viene contattato ancora da Mon Mothma per investigare su un assalto imperiale nella base Tak di Talay eseguito con un tipo di soldato mai visto prima. L'investigazione di Kyle rivela che il progetto dei dark trooper è comandato dal generale Rom Mohc. Si infiltra nelle rovine della base e scopre la presenza di un prototipo di arma da dark trooper; nota che le iniziali "M.R." corrispondono al nome Moff Rebus, un noto ingegnere imperiale. Questo porta poi Katarn verso Anoat, dove trova il Moff che si stava nascondendo nel sistema di Anoat City.
Durante l'interrogatorio, il Moff Rebus rivela la posizione di una fabbrica di minerale phrik, usato nella costruzione di dark trooper, sul pianeta Fest. Dopo aver ottenuto un campione del minerale, Kyle si reca sul sistema Gromas, dove il phrik viene estratto e il primo stadio del dark trooper è costruito. Dopo aver distrutto la fabbrica, Crix Madine viene catturato dall'Impero e mandato in un centro di detenzione su Orinackra. Kyle lo salva e Madine riesce a fornirgli importanti informazioni riguardo al progetto dei dark trooper.
Kyle viaggia poi su Cal-Seti, e in seguito su Anteevy, dove si svolge la seconda fase della costruzione dei dark trooper. Dopo essere riuscito a "contrabbandarsi" su una nave imperiale, Kyle riesce a distruggere la fabbrica di Anteevy e in seguito giunge su Nar Shaddaa, dove deve ottenere una Nava Card. A questo punto Kyle si ritrova con una taglia sulla testa, e mentre prova ad andarsene da Nar Shaddaa la sua nave Moldy Crow viene catturata da Jabba the Hutt. Katarn viene privato delle armi e deve combattere a mani nude un dragone kell. Dopo aver recuperato le sue armi, lui e Jan Ors fuggono su Coruscant, l'unico posto in cui Kyle può inserire la Nava Card in un decodificatore per rivelare i chip di dati per informazioni aggiuntive. Mentre ritorna alla nave scopre che è sparita e trova al suo posto il temibile cacciatore di taglie Boba Fett, assoldato da Mohc. Riuscendo a sconfiggerlo in seguito viaggia verso Ergo, dove riesce a infiltrarsi furtivamente nella Executor. Da lì riesce poi a raggiungere la Arc Hammer, dove l'ultimo stadio dei dark trooper viene costruito.
Alla fine, Kyle deve scontrarsi con Rom Mohc, che indossa l'unico esoscheletro da dark trooper pronto al terzo stadio. Dopo averlo sconfitto Kyle fa saltare la nave e fugge; per le sue azioni e il suo coraggio, Kyle riceve la medaglia chiamata "Stella di Alderaan" da Mon Mothma.

## Modalità di gioco
A differenza di molti giochi ispirati a Doom, Dark Forces ha tentato un approccio più realistico: le missioni seguono una certa trama, a volte con sequenze filmiche per collegare i vari spezzoni dell'avventura. Ogni missione ha un'introduzione che riassume gli aspetti della partita e degli obiettivi. Si viene contattati via radio, aumentando l'interattività.
Dark Forces è stato l'undicesimo gioco con più vendite del periodo 1993 - 1999, con 952 000 copie, grazie anche allo stesso George Lucas, apparso allo show Future Watch della CNN per promuovere l'immagine del videogioco. Lucas e Daron Stinnett lo promossero anche a Disneyland durante l'apertura del treno di Indiana Jones. In questa prima versione, manca la modalità multiplayer e la spada laser fra l'arsenale di armi.

## Personaggi
- Kyle Katarn
- Rom Mohc
- Jan Ors
- Moff Rebus
- Ammiraglio Toka

### Cameo di personaggi canonici
- Mon Mothma
- Dart Fener
- Jabba the Hutt
- Boba Fett
- Crix Madine

## Doppiaggio
- Nick Jameson: Kyle Katarn
- Jack Angel: Rom Mohc
- Denny Delk: Stormtrooper/Narratore
- Julie Eccles: Jan Ors
- Scott Lawrence: Dart Fener
- Peggy Roberts-Hope: Mon Mothma

## Sviluppo
Sebbene spesso etichettato come semplice clone di Doom, il motore grafico di Dark Forces (chiamato Jedi Engine) era in realtà più avanzato : tra le altre cose sono notabili settori mobili anche in orizzontale, settori sovrapposti (anche se create attraverso stratagemmi) e oggetti costituiti da poligonali texturizzati, anch'essi dotati di movimento: si vedano ad esempio i piccoli robot nel primo livello. Molti effetti complessi erano creati attraverso un sistema di script (oggi di norma nella stragrande maggioranza dei videogiochi), che davano una certa dinamicità all'esperienza di gioco. Rispetto a Doom, Dark Forces richiedeva requisiti sensibilmente più elevati.
Gli spezzoni filmati che precedono le missioni sono create, come nei precedenti titoli Star Wars: X-Wing e Star Wars: TIE Fighter, grazie ad un sistema di script che permetteva di ottimizzare lo spazio usato; alcune sequenze (Fener che parla con Mohc, il suo primo piano nella scena finale e la premiazione di Katarn da parte di Mon Mothma) sono state "riciclate" proprio da essi.

## Remastered
Star Wars: Dark Forces Remastered è stato annunciato durante il Future Games Show: Gamescom 2023 dagli sviluppatori Nightdive Studios e sarà disponibile su Xbox Series X/S, Xbox One, Playstation 4, Playstation 5, Nintendo Switch e Windows (tramite Steam). La pubblicazione è prevista per il 28 febbraio 2024.